# Progress Records
Progress Records är ett svenskt skivbolag, startat 1998, som har som mål att släppa symfonisk och progressiv rock. Skivbolaget har bland annat släppt album med band som Galleon, Brother Ape, Magic Pie, Beardfish, Cross, Unifaun, Soniq Circus och Liquid Scarlet.